# Hans Bogislav von Schwerin
Graf Hans Bogislav von Schwerin (* 10. Juni 1683 in Löwitz; † 23. August 1747 in Berlin) war ein preußischer Diplomat, Verwaltungsbeamter und Landjägermeister.

## Leben
Hans Bogislav entstammte der Löwitzer Linie des pommerschen Adelsgeschlechts von Schwerin. Er war der zweite Sohn des Stettiner Schlosshauptmanns Ulrich von Schwerin (1648–1697) und der Anna Lucretia von Ramin. Ab 1695 wurde er bei seinem Onkel Dettlof von Schwerin in Den Haag erzogen. Im November 1699 immatrikulierte er sich an der Universität Greifswald, danach studierte er an den Universitäten Leiden und Rostock. Schon 1702 trat er als Fähnrich in das Regiment von Buchwald ein, das zu den mecklenburgischen Truppen in Flandern und Brabant gehörte, die sein Onkel befehligte. 1704 verließ er den Dienst und begleitete seinen Onkel nach Putzar. Nach dessen Tod 1707 ging er nach Schwerin an den Herzoglichen Hof und diente dort drei Jahre als Kammerjunker des Herzogs Friedrich Wilhelm. 1710 wurde seinem Ersuchen um Entlassung stattgegeben. Seinen Wohnsitz nahm er auf Schloss Putzar, von wo er während des Großen Nordischen Krieges seine Güter verwaltete.
Nach dem Frieden von Stockholm (1720) kam der Teil Schwedisch-Pommerns südlich der Peene, in dem seine Besitzungen lagen, an Preußen. Hans Bogislav von Schwerin trat in den preußischen Staatsdienst. 1721 ging er als Gesandter König Friedrich Wilhelms I. an den Hof Augusts des Starken nach Warschau und Dresden. 1723 ernannte ihn der König zum Geheimen Rat des General-Ober-Finanz-Kriegs- und Domainen-Direktoriums in Berlin. Daneben wurde er 1729 zum Oberforstmeister der Mittel- und Altmark sowie des Ruppiner und Prignitzer Kreises ernannt. 1734 wurde er Landjägermeister.
Der König verlieh ihm 1734 den Orden De la Générosité und schenkte ihm einen Bauplatz in der Friedrichstadt an der Straße zum Tiergarten sowie Baumaterial im Wert von 40.000 Talern. Hans Bogislav ließ sich damit in der späteren Wilhelmstraße 73, zwischen den Häusern des Kammergerichtsrats von Görne und des Kriegsrats von Kellner von Conrad Wiesend ein repräsentatives Palais errichten. Am 29. August 1737 erhielt er das Palais zusammen mit seinem Bruder, dem Feldmarschall Kurt Christoph von Schwerin, als Erbverschreibung.
Hans Bogislav von Schwerin gehörte zu den 24 vom König benannten Personen, die die im Winter veranstalteten großen Festlichkeiten auszurichten hatten, zu denen die königliche Familie erschien. Nach der Thronbesteigung Friedrichs II. wurde er, zusammen mit seinem Bruder Kurt Christoph von Schwerin, am 31. Juli 1740 in den Grafenstand erhoben. 1741 erhielt er die Bestätigung seines Lehensbesitzes und des Erbküchenmeister-Amtes in (Alt-)Vorpommern. Er wurde im Erbbegräbnis der Familie in der Putzarer Kirche beigesetzt.

## Familie
Hans Bogislav von Schwerin heiratete am 27. Dezember 1728 in Boitzenburg Charlotte von Arnim (* 1. Januar 1710; † 22. November 1779). Sie war die Tochter des preußischen Staatsministers und Generalpostmeisters Georg Dietloff von Arnim-Boitzenburg und der Dorothea Sabina Gräfin von Schlieben. Er begründete mit ihr das Haus Schwerinsburg der Familie von Schwerin. Ihre Kinder waren:
- Friedrich Wilhelm (1729–1803), Komtur des Johanniter-Ordens
- Anna Margarethe Dorothea (1731–1787)
- Wilhelm Friedrich Carl (1739–1802), preußischer Generalleutnant
- Heinrich Bogislav Dettlof (1742–1791), Generallandschaftsrat
- Ulrike Sophie Charlotte (1746–1749)

## Besitz
Hans Bogislav von Schwerin erhielt – obwohl noch nicht mündig – 1705 den anteiligen Lehensbesitz seines 1697 verstorbenen Vaters. 1708 schloss er mit seinem Bruder Kurt Christoph einen Vergleich über die Güter aus der Erbschaft ihres Vaters und ihres Onkels Dettlof von Schwerin. In seinen Besitz gekommen waren dabei die Güter Putzar, Boldekow, Glien, Sarnow, Zinzow, Kavelpaß, Borntin und Anteile in Rubenow, Wusseken, Drewelow, Thurow und Teterin. Die Anteile in Wusseken, Drewelow, Thurow und Teterin verkaufte er seinem Bruder Kurt Christoph. Er ließ die Vorwerke Sophienhof und Charlottenlust anlegen.
Sein Bruder verkaufte das Palais in der Berliner Wilhelmstraße am 2. April 1757 an Stephan Peter Oliver Graf von Wallis. Es diente von 1919 bis 1934 als Reichspräsidentenpalais.